# Mienie administracyjne
Mienie administracyjne – mienie publiczne o wartości kapitałowej i użytkowej, które służy funkcjonowaniu m.in. instytucji oświaty, szkolnictwa, porządku publicznego, administracji czy bezpieczeństwa kraju.